# James McDivitt
James Alton McDivitt Jr. (10. června 1929 Chicago, Illinois – 13. října 2022 Tucson, Arizona) byl americký vojenský letec a kosmonaut z programů Gemini a Apollo.

## Život

### Mládí a výcvik
Po základní a střední škole zakončené maturitou byl povolán do armády k americkému vojenskému námořnictvu. Po nezbytném výcviku byl odeslán do korejské války, kde létal na stíhačkách F-80 a F-86. Po návratu do Států létal dál, pak se rozhodl studovat. Zapsal se na University of Michigan, katedru leteckého inženýrství a za tři roky měl diplom inženýra. Pak pokračoval studiem na škole zkušebních pilotů základny Edwards, kde se seznámil s dalším budoucím kosmonautem Whitem a stal se v hodnosti kapitána zkušebním letcem. V roce 1962 se dostal do NASA k skupině kosmonautů připravujících se k programu Gemini.
Po letu s Gemini byl jmenován do záložní posádky Apolla 1, ztratil při neštěstí svého přítele Whitea a dočkal se své vesmírné mise až v Apollu 9. Letěl dvakrát ve funkci velitele lodě, ve vesmíru strávil 14 dní.

### Lety do vesmíru
Při prvním letu na Gemini 4 letěl s kosmonautem a přítelem Edwardem Whitem. Startovali z kosmodromu na mysu Canaveral v červnu 1965 jako 14 loď ze Země. Obletěli Zemi 62× a přistáli asi 400 km od Bahamských ostrovů. Druhý a také poslední let absolvoval na lodi Apollo 9. I tato loď startovala na Floridě. Byl zde velitelem, v posádce měl kosmonauty Davida Scotta a Russella Schweickarta. Za desetidenního letu na orbitě Země zkoušeli systémy lodě před pokračováním programu Apollo k přistání na Měsíci. Přistáli na hladině Atlantského oceánu s pomocí padáků v kabině lodi.
- Gemini 4 ( 3. června 1965 – 7. června 1965)
- Apollo 9 ( 3. března 1969 – 13. března 1969)

### Po letech
Stal se z něj armádní generál a řídil od září 1969 do srpna 1972 kosmické lety z Johnsonova vesmírného střediska. Pak z armády i NASA odešel do rodného Chicaga, kde se stal roku 1978 prezidentem Pullman Standard Company. V roce 1993 byl viceprezidentem Rockwell International Corp. ve Washingtonu.